# Aloysius Schwartz
 (mai 2025).
Si vous disposez d'ouvrages ou d'articles de référence ou si vous connaissez des sites web de qualité traitant du thème abordé ici, merci de compléter l'article en donnant les références utiles à sa vérifiabilité et en les liant à la section « Notes et références ».
 (mai 2025).
Aloysius Schwartz né le 18 septembre 1930 et mort le 16 mars 1992, était un prêtre catholique américain, missionnaire aux Philippines et fondateur de l'Institut des Frères du Christ et des Sœurs de Marie. Il est reconnu vénérable par l'Église catholique.  Né à Washington, aux Etats-Unis, Aloysius Schwartz est entré au séminaire en 1944 avant de poursuivre ses études de théologie à l'Université Catholique de Louvain en Belgique.  A l'occasion d'une visite à Banneux (Belgique), où est apparue la Vierge des Pauvres, il eut l'inspiration de dédier son sacerdoce au service des pauvres dans l'accomplissement du message de la Vierge.
À la suite de la guerre de Corée, des milliers d'enfants étaient laissés orphelins dans les rues de la Corée du Sud.  Le Père Al développa le concept des Villages pour Enfants qui ont perduré et se sont étendus jusqu'à aujourd'hui, pour répondre à leurs besoins.  Dans ces Villages pour Enfants, le Père Al a pris soin des orphelins, des enfants abandonnés ou des enfants venant de familles extrêmement pauvres.
Les Villages offrent un logement sécurisé aux enfants, trois repas équilibrés par jour, ainsi qu'une éducation, une formation professionnelle et des soins de santé. 
La reconnaissance du travail du Père Al est internationale et multiple : nommé pour le Prix Nobel de la Paix en 1984 et en 1992, il recevra le Prix Ramon Magsaysay pour les Relations Internationales en 1983 ou encore le Prix Mère Teresa de la Chambre de Commerce des Philippines en 1988. 

## Biographie
Aloysius Schwartz est ordonné prêtre le 29 juin 1957 pour l'archidiocèse de Washington.  Le Père Al est incardiné dans le diocèse de Busan en Corée du Sud juste après son ordination.  
L'évêque de Busan, en Corée du Sud, demande de l'aide auprès des diocèses américains après les ravages causés par la guerre ; Aloysius Schwartz se porte volontaire. A son arrivée, il découvre la misère, le chômage, la famine et de nombreux orphelins. Il s'engage dans un ministère dévoué auprès de la population, fondant des œuvres caritatives et vivant au milieu des pauvres.
En 1964, il fonde l'Institut des Sœurs de Marie et en 1981 celui des Frères du Christ. Ces congrégations religieuses ont pour but la poursuite des œuvres de charité de leur fondateur et notamment l'éducation des orphelins et la prise en charge des familles les plus pauvres. Les instituts connaissent une importante croissance en Corée du Sud et s'implanteront aux Philippines et au Mexique.
En 1989, il est touché par une sclérose latérale amyotrophique. C'est avec sérénité qu'il accepte sa maladie et continue même son ministère et le développment de ses instituts, parcourant le pays sur une chaise roulante. Il mourut à l'âge de 62 ans, au milieu de ses religieux et religieuses.

## Béatification
Le 27 novembre 2003, la Congrégation pour les causes des saints autorise l'archidiocèse de Manille à introduire la cause en béatification et canonisation d'Aloysius Schwartz. L'enquête diocésaine s'est clôturée le 29 mai 2004 et transférée à Rome pour y être étudiée par le Saint-Siège.
Le 23 janvier 2015, le pape François reconnaît l'héroïcité de ses vertus et le déclare vénérable.

## Les Sœurs de Marie
Les Sœurs de Marie forment une institution chrétienne humanitaire qui a pour mission de venir en aide aux enfants extrêmement pauvres.
Fondée en 1964 par le Père Aloysius Schwartz, la congrégation des Soeurs de Marie compte actuellement plus de 370 Sœurs et encadrent des projets de développements aux Philippines, au Mexique, au Guatemala, au Brésil, au Honduras et en Tanzanie.
Dans chaque pays, les Sœurs viennent en aide aux enfants en leur donnant non seulement un endroit sûr où vivre, une alimentation équilibrée et une éducation, mais aussi en les préparant à un avenir meilleur dans leur pays dans le respect et la continuité de la vision du Père Schwartz.
Les Sœurs de Marie sont reconnues en tant que congrégation par décret de l'Eglise Catholique et ont reçu l'approbation de l'Eglise et de l'Etat.

## Villages pour Enfants
À la suite de la Guerre de Corée, des milliers d'enfants étaient laissés orphelins dans les rues de la Corée du Sud.  Le Père Al développa le concept des Villages pour Enfants qui ont perduré et se sont étendus jusqu'à aujourd'hui, pour répondre à leurs besoins.  Dans ces Villages pour Enfants, le Père Al a pris soin des orphelins, des enfants abandonnés ou des enfants venant de familles extrêmement pauvres.

## Les bureaux de sensibilisation et de récolte de fonds
Le Père Schwartz a fondé des bureaux en Europe et aux Etats-Unis pour sensibiliser les populations sur la réalité et la problématique de la pauvreté infantile et pour lever des fonds pour ses projets sur le terrain.

## Sources
- http://nominis.cef.fr/contenus/saint/12956/Venerable-Aloysius-Schwartz.html
- https://www.operationterredesenfants.be
- http://www.werelddorpenvoorkinderen.be
- http://www.thesistersofmary.com/en/
- https://www.worldvillages.org
- https://www.worldvillages.org/uk